# Росвінкел
Росвінкел (нід. Roswinkel) — село в нідерландській провінції Дренте. Входить до муніципалітету Еммен.
Його площа становить 20,42 км², а населення станом на 2021 рік складало 820 осіб.
Перша згадка про населений пункт датується 1327 роком.